# Saint-Martin-de-Pallières
Saint-Martin-de-Pallières é uma comuna francesa na região administrativa da Provença-Alpes-Costa Azul, no departamento de Var. Estende-se por uma área de 26,33 km². Em 2010 a comuna tinha 249 habitantes (densidade: 9,5 hab./km²).